# Jordan Super Cup
Der Jordan Super Cup ist ein Fußballpokalwettbewerb in Jordanien. Der Supercup wird vom jordanischen Fußballverband, der Jordan Football Association, organisiert. Bei dem Spiel treffen der Meister der Jordan League und der Gewinner des Jordan FA Cup aufeinander. Rekordsieger ist al-Faisaly mit 17 Titeln.

## Sieger seit 1981
| Jahr | Sieger           | Ergebnis                | Verlierer               | Hinspiel/Rückspiel                                           |
| ---- | ---------------- | ----------------------- | ----------------------- | ------------------------------------------------------------ |
| 1981 | al-Faisaly       | 1:1 (n. V.) 5:3 (n. E.) | al-Wihdat               | –                                                            |
| 1982 | al-Faisaly       | 1:0                     | Al-Ramtha SC            | –                                                            |
| 1983 | Al-Ramtha SC     | 1:0                     | al-Wihdat               | –                                                            |
| 1984 | al-Faisaly       | 5:2                     | Al-Ramtha SC            | –                                                            |
| 1985 | Al-Jazeera       | 1:0                     | Amman SC                | –                                                            |
| 1986 | al-Faisaly       | 1:0                     | al-Wihdat               | –                                                            |
| 1987 | al-Faisaly       | 1:0                     | Al-Arabi                | –                                                            |
| 1988 | Keine Austragung | Keine Austragung        | Keine Austragung        | Keine Austragung                                             |
| 1989 | Al-Deffatain     | 1:1 (n. V.) 4:3 (n. E.) | al-Faisaly              | –                                                            |
| 1990 | Al-Ramtha SC     | 3:0                     | al-Faisaly              | –                                                            |
| 1991 | al-Faisaly       | 3:1                     | Al-Ramtha SC            | –                                                            |
| 1992 | al-Wihdat        | 1:1 (n. V.) 4:2 (n. E.) | Al-Ramtha SC            | –                                                            |
| 1993 | al-Faisaly       | 2:1                     | al-Wihdat               | –                                                            |
| 1994 | al-Faisaly       | 1:0                     | Al-Ramtha SC            | –                                                            |
| 1995 | al-Faisaly       | 4:1                     | al-Wihdat               | –                                                            |
| 1996 | al-Faisaly       | 1:0                     | al-Wihdat               | Golden Goal                                                  |
| 1997 | al-Wihdat        | 2:0                     | Al-Ramtha SC            | –                                                            |
| 1998 | al-Wihdat        | 4:2                     | Al-Ramtha SC            | –                                                            |
| 1999 | Keine Austragung | Keine Austragung        | Keine Austragung        | Keine Austragung                                             |
| 2000 | al-Wihdat        | 2:1                     | al-Faisaly              | –                                                            |
| 2001 | al-Wihdat        | 2:1                     | al-Faisaly              | –                                                            |
| 2002 | al-Faisaly       | 3:0                     | Al-Hussein SC           | –                                                            |
| 2003 | Al-Hussein SC    | 2:1                     | al-Faisaly              | Golden Goal                                                  |
| 2004 | al-Faisaly       | 2:1                     | Al-Hussein SC           | –                                                            |
| 2005 | al-Wihdat        | 2:0                     | al-Faisaly              | –                                                            |
| 2006 | al-Faisaly       | 2:0                     | Shabab al-Ordon         | –                                                            |
| 2007 | Shabab al-Ordon  | 2:0                     | al-Wihdat               | –                                                            |
| 2008 | al-Wihdat        | 2:0                     | al-Faisaly              | –                                                            |
| 2009 | al-Wihdat        | 2:1                     | Shabab al-Ordon         | –                                                            |
| 2010 | al-Wihdat        | 1:0 (n. V.)             | al-Faisaly              | –                                                            |
| 2011 | al-Wihdat        | 3:0                     | Mansheyat Bani Hasan SC | –                                                            |
| 2012 | al-Faisaly       | 3:0                     | Mansheyat Bani Hasan SC | –                                                            |
| 2013 | Shabab al-Ordon  | 2:0                     | That Ras SC             | –                                                            |
| 2014 | al-Wihdat        | 2:0                     | al Buqa'a               | –                                                            |
| 2015 | al-Faisaly       | 1:0                     | al-Wihdat               | –                                                            |
| 2016 | Al-Ahli SC       | 2:1                     | al-Wihdat               | –                                                            |
| 2017 | al-Faisaly       | 2:1 (n. V.)             | Al-Jazeera              | –                                                            |
| 2018 | al-Wihdat        | 2:1                     | Al-Jazeera              | –                                                            |
| 2020 | al-Faisaly       | 1:1 (n. V.) 4:3 (n. E.) | Al-Jazeera              | –                                                            |
| 2021 | al-Wihdat        | 2:0                     | Al-Jazeera              | Ausgetragen am 4. April 2021                                 |
| 2022 | Al-Ramtha SC     | 2:0                     | al-Faisaly              | Ausgetragen am 5. April 2022                                 |
| 2023 | al-Wihdat        | 3:1                     | al-Faisaly              | 2:1 / 1:0 Ausgetragen am 21. Juli 2023 und 28. Juli 2023     |
| 2024 | Al-Hussein SC    | 3:1                     | al-Wihdat               | 3:1 / 0:0 Ausgetragen am 2. Februar 2025 und 6. Februar 2025 |